# Ґоздкув (Мазовецьке воєводство)
Ґоздкув (пол. Gozdków) — село в Польщі, у гміні Оронсько Шидловецького повіту Мазовецького воєводства.
У 1975-1998 роках село належало до Радомського воєводства.